# Antonio Ghislanzoni

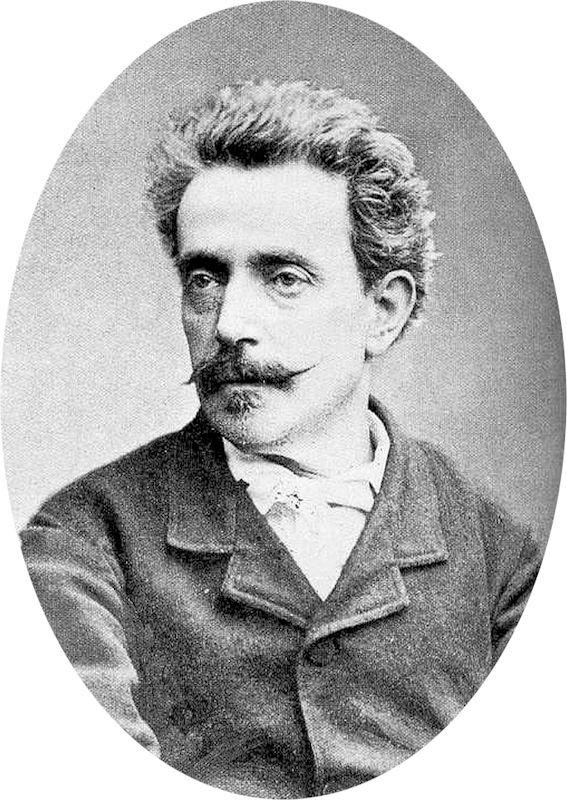
Antonio Ghislanzoni

Antonio Ghislanzoni (Lecco, 25 de novembro de 1824 — Caprino Bergamasco, 16 de julho de 1893) foi um jornalista, poeta e romancista italiano. Escreveu vários  librettos para Giuseppe Verdi, e outros autores, dos quais os mais célebres são: La forza del destino e  Aida.